# Festival Show 2016
Il Festival Show è un evento musicale estivo creato da Radio Birikina e Radio Bella&Monella. 
L'edizione 2016 è stata condotta da Lorena Bianchetti e Adriana Volpe.
Il tour, formato da 9 tappe, è iniziato il 24 giugno a Udine e si è concluso all'Arena di Verona il 13 settembre.
Il meglio delle esibizioni delle serate, senza gli interventi delle conduttrici, è stato trasmesso in televisione in differita da luglio in prima serata su Real Time.

## Tappe
| Tappa n° | Data         | Città ospitante     | Luogo dell'evento                | Cantanti partecipanti | Fonte  |
| -------- | ------------ | ------------------- | -------------------------------- | --- | ------ |
| 1        | 24 giugno    | Udine               | Piazza 1º maggio                 | Bianca Atzei, Briga, Fred De Palma, Irene Fornaciari, Chiara Grispo, Ylenia Lucisano, Pupo, Enrico Ruggeri, Valerio Scanu, quartetto formato da Greta Manuzi, Roberta Pompa, Simonetta Spiri, Verdiana Zangaro | [ 4 ]  |
| 2        | 3 luglio     | Padova              | Prato della Valle                | Annalisa, Loredana Bertè, Luca Carboni, Giusy Ferreri, Francesco Gabbani, Jake La Furia, Aston Merrygold, Mondo Marcio, Raige, Ron, Elya Zambolin                                                              | [ 5 ]  |
| 3        | 29 luglio    | Brescia             | Centro commerciale Freccia Rossa | Al Bano, Bianca Atzei, Marco Carta, Ciuffi Rossi, Dear Jack, Dolcenera, Il Pagante, Irama, Sergio Sylvestre, Elya Zambolin                                                                                     | [ 6 ]  |
| 4        | 4 agosto     | Bibione             | Piazzale Zenith                  | Baby K, Irene Fornaciari, Chiara Grispo, Emis Killa, Neri per Caso, Patty Pravo, Paolo Simoni, Joan Thiele, The Kolors, Zero Assoluto                                                                          | [ 7 ]  |
| 5        | 11 agosto    | Jesolo              | Piazza Torino                    | Antonino, Baby K, Alessio Bernabei, Nick Casciaro, Elodie, Cecilia Gayle, Chiara Grispo, Paola Iezzi, Ylenia Lucisano, Franco J. Marino, Pupo, The Kolors                                                      | [ 8 ]  |
| 6        | 18 agosto    | Lignano Sabbiadoro  | Beach Arena                      | Al Bano, Benji & Fede, Alessio Bernabei, Elodie, Francesco Gabbani, Lele, Ylenia Lucisano, Francesca Michielin, Shade, Sergio Sylvestre, Elya Zambolin                                                         | [ 9 ]  |
| 7        | 26 agosto    | Mestre              | Piazza Ferretto                  | Annalisa, Giovanni Caccamo, Luca Chikovani, Dear Jack, Irama, Francesca Michielin, Lelio Morra, Nesli, Ron, Valerio Scanu, Paolo Simoni                                                                        | [ 10 ] |
| 8        | 3 settembre  | Cividale del Friuli | Parco della Lesa                 | Antonino, Loredana Bertè, Nick Casciaro, Fred De Palma, Elisa, Marracash & Gué Pequeno, Francesca Michielin, Paolo Simoni, Violetta Zironi                                                                     | [ 11 ] |
| 9        | 13 settembre | Verona              | Arena di Verona                  | Arisa, Alessio Bernabei, Marco Carta, Lorenzo Decarli, Irama, Irene Fornaciari, Emis Killa, Fausto Leali, Marracash & Gué Pequeno, Max Pezzali, Gabry Ponte, Ron, Fabio Rovazzi, Stadio                        | [ 12 ] |